# Somnologie

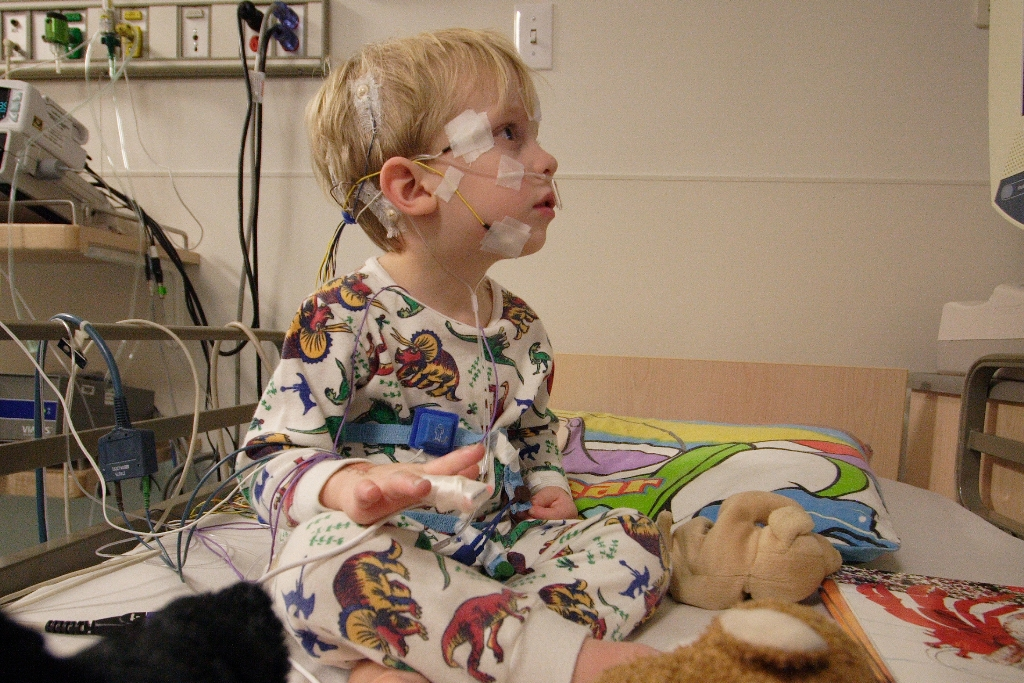
Polisomnografie Pediatrică; pacient la Spitalul de Copii (Saint Louis), 2006

Somnologia este studiul științific al somnului. Acesta include studiul clinic și tratamentul tulburărilor de somn. Medicina somnului este o ramură a somnologiei.

## Istorie
După inventarea EEG, etapele de somn au fost determinate în anul 1936 de către Harvey și Loomis, primele descrieri ale undelor delta și theta au fost făcute de către Walter și Dovey, iar somnul REM a fost descoperit în 1953. Apneea în somn a fost identificată în 1965. În 1970, primul laborator clinic pentru somn a fost dezvoltat la Stanford. Primul aparat pentru actigrafie a fost realizat în 1978 de către Krupke, iar terapia presiunii pozitive continue a căilor respiratorii și uvulopalatofaringoplastia au fost create în 1981.
Comisia de Examinare de Asociere de Tulburari de Somn Centre, care este acum al Academiei Americane de Medicina Somnului, a fost înființată în 1978 și administrat de somn administrare test de până în 1990. În 1989, Consiliul American de Medicina Somnului a fost creat pentru a administra teste și în cele din urmă a preluat toate atribuțiile comisiei de Examinare, în 1991. În Statele Unite ale Americii, Consiliul American de Medicina Somnului granturi de certificare pentru medicina somnului la atât medicii, cât și non-medici. Cu toate acestea, consiliul nu permite practicarea medicinei somnului fără o licență medicală.

## Clasificarea Internațională a Tulburărilor de Somn
Creată în 1990 de către Academia Americana de Medicina a Somnului (cu asistență din partea European Sleep Research Society, Societatea Japoneză de Cercetarea a Somnului, și Societatea Latino-Americană a Somnului), Clasificarea Internațională a Tulburărilor de Somn este referință primară pentru oamenii de știință și diagnosticieni. Tulburările de somn sunt împărțite în patru categorii distincte: parasomnii; disomnii; tulburări de somn asociate cu tulburări mentale, neurologice sau alte condiții medicale; tulburări de somn pentru care nu există suficiente date disponibile pentru a fi considerate definitiv ca tulburări de somn. CITS (engleză:International Classification of Sleep Disorders - ICSD) a creat o descriere cuprinzătoare pentru fiecare tulburare de somn cu următoarele informații.
- Cuvinte sinonime și cuvinte cheie – Această secțiune descrie termenii și expresiile folosite pentru a descrie boala și, de asemenea, include o explicație privind numele preferat al tulburării, atunci când este cazul.
- Caracteristici esențiale – Această secțiune descrie principalele simptome și caracteristici ale tulburării.
- Caracteristici asociate – Această secțiune descrie caracteristicile care apar de multe ori, dar nu întotdeauna prezente. În plus, sunt listate aici complicațiile care sunt cauzate în mod direct de tulburare.
- Curs – Această secțiune descrie evoluția clinică și rezultatul unei tulburări netratate.
- Factori care predispun – Această secțiune descrie factorii interni și externi care cresc șansele ca un pacient să dezvolte tulburarea de somn.
- Prevalența – Această secțiune descrie, dacă este cunoscută, proporția în care oamenii au sau au avut această tulburare.
- Vârsta de debut – Această secțiune descrie intervalul de vârstă a apariției pentru prima dată a caracteristicilor clinice.
- Sex ratio – Această secțiune descrie frecvența relativă a tulburării la fiecare sex.
- Patternul Familial – Această secțiune descrie dacă tulburarea este constatată printre membrii familiei.
- Patologie – Această secțiune descrie caracteristicile patologice microscopice ale tulburării. Dacă tulburarea nu este cunoscută, se descrie patologia tulburării.
- Complicații – Această secțiune descrie orice eventuale afecțiuni sau complicații care pot apărea din cauza bolii.
- Caracteristici polisomnografice – Această secțiune descrie modul în care tulburarea la polisomnograf.
- Alte caracteristici de laborator - Această secțiune descrie alte probe de laborator, cum ar fi probele de sânge și imagistica creierului.
- Diagnostic diferențial – Această secțiune descrie afecțiuni cu simptome similare.
- Criterii de diagnostic – Această secțiune are criterii stabilirii unui diagnostic clar.
- Criterii minime – Această secțiune este folosită pentru de practica clinică generală și este folosită pentru a face un diagnostic provizoriu.
- Criterii de severitate – Această secțiune are o clasificare tripartită în "ușoară", "moderată" și "severă" și descrie, de asemenea, criteriile de severitate.
- Criterii ale duratei – Această secțiune va permite unui medic să determine cât de mult a fost prezentă o tulburare și să separe duratele în "acută", "subacută" și "cronică''.
- Bibliografie – Această secțiune conține referințe.

## Instrumente de diagnosticare
Somnologiștii folosesc diferite instrumente de diagnosticare pentru a determina natura tulburării de somn sau. Unele dintre aceste instrumente pot fi subiective, cum ar fi jurnalele de somn sau chestionarul de somn. Alte instrumente de diagnosticare sunt utilizate, în timp ce pacientul este adormit, cum ar fi polisomnograful și actigrafia.

### Jurnalele de somn
Un jurnal de somn este un jurnal de zi cu zi ținut de către pacient, care conține informații despre calitatea și cantitatea de somn. Informațiile includ debutul somnului, timpul de latență a somnului, numărul de treziri pe noapte, timpul în pat, dormitul în timpul zilei, evaluarea calitatea somnului, utilizarea agenți hipnotici, consumul de alcool și de țigări și evenimente neobișnuite care pot influența somnul unei persoane. Un astfel de jurnal este, de obicei, realizat timp de una sau două săptămâni înainte de a vizita un somnologist. Jurnalul de somn poate fi folosit în combinație cu actigrafia.

### Chestionarele de somn
Chestionarele de somn ajută la determinarea prezenței unei tulburări de somn punând pacientul să completeze un chestionar despre un anumit aspect al somnului, cum ar fi somnolența în timpul zilei. Aceste chestionare includ Scala de Somnolență Epworth, Scala de Somnolență Stanford și  Chestionarul Timingului Somnului.

Scala de Somnolență Epworth
Măsoară apetența generală pentru somn și cere pacientului să-și evalueze șansele de a dormita în opt situații diferite.

Scala de Somnolență Stanford
Aceasta cere pacientului să noteze percepția lor a somnolenței, prin utilizarea unui test în șapte puncte. 

Chestionarul Timingului Somnului
Acesta este o autotestare de 10 minute care poate fi folosită în loc unui jurnal de somn de 2 săptămâni. Chestionarul poate determina parametri ai somnului, cum ar fi ora de culcare, ora trezirii, latența somnului și trezirea după debutul somnului.

### Actigrafia
Actigrafia poate evalua patternurile de somn/veghe fără laborator. Monitoarele sunt mici, de purtat la încheietura mâinii, care pot înregistra activitatea până la câteva săptămâni. Somuln și veghea sunt determinate prin utilizarea unui algoritm care analizează mișcarea pacientului, mersul la culcare și momentele de trezire dintr-un jurnal de somn.

### Examenul fizic
Un examen fizic poate determina prezența altor condiții medicale care pot provoca o tulburare de somn.

### Polisomnografia
Polisomnografia implică o monitorizare continuă a mai multor variabile fiziologice în timpul somnului. Aceste variabile includ electroencefalograful, electrooculografia, electromiografia și electrocardiografia, precum și fluxul de aer, oxigenarea, ventilația și măsurătorile respective. Electroencefalograful măsoară tensiunea activității neuronale a somelor și dendritelor în cortex, electro-oculografia măsoară potențialul între cornee și retină, electromiografia este folosită pentru a identifica somnul REM prin măsurarea potențialului electric al musculaturii scheletice, iar electrocardiografia măsoară pulsul și ritmul cardiac. Este important să subliniem faptul că EEG, în special, se referă întotdeauna la un colectiv de neuroni de care emit semnalul electric, întrucât echipamentul EEG nu este suficient de sensibil pentru a măsura semnalul electric al unui singur neuron.

#### Măsurători ale circulației aerului
Măsurarea debitului de aer poate fi folosită pentru a determina indirect prezența unei apnee; măsurătorile sunt făcute de un pneumotahograf, de presiunea nazală, de senzori termici, și de dioxidul de carbon expirat. Pneumotahograful măsoară diferența de presiune între inhalare și expirație, presiunea nazală poate ajuta la determinarea prezenței circulației aerului similar cu pneumotahograful, senzorii termici detectează diferența de temperatură între aerul inhalat și aerul expirat, iar monitorizarea dioxidului de carbon expirat detectează diferența de dioxid de carbon între aerul inhalat și cel expirat.

#### Măsurarea oxigenării și ventilării
Monitorizarea oxigenării și ventilației este importantă în evaluarea tulburărilor de respirație legate de somn. Cu toate acestea, deoarece valorile oxigenului se pot schimba de multe ori în timpul somnului, se repetă măsurătorile pentru a asigura acuratețe. Măsurătorile directe ale tensiunii arteriale a oxigenului oferă doar o parte mică a întregului, iar măsurătorile repetate prin proceduri invazive, cum ar fi prelevarea de probe de sânge arterial pentru conținutul de oxigen, vor deranja pacientul în somn; prin urmare, metodele neinvazive sunt preferate, cum ar fi oximetria pulsului, monitorizarea transcutanată a oxigenului, monitorizarea transcutanată a dioxidului de carbon și timpul de tranzit al pulsului.
Oximetria pulsului măsoară oxigenarea capilarelor periferice (cum ar fi la degete); cu toate acestea, un articol scris de Bohning afirmă că oximetria pulsului poate fi imprecisă în diagnosticarea apneelor în somn, din cauza diferențelor de prelucrare a semnalului în dispozitive.
Monitorizarea transcutanată a oxigenului și a dioxidului de carbon măsoară tensiunea pe suprafața pielii a oxigenului și a dioxidului de carbon, iar timpul de tranzit al pulsului măsoară timpul de transmisie a undei tranzitului de puls arterial. În această privință, timpul de tranzit al pulsului crește atunci la trezirea din somn, făcându-l util în determinarea apneei de somn.

### Sforăitul
Sforăitul poate fi detectat de un microfon și poate fi un simptom de apnee de somn obstructivă.

### Testul multiplu al latenței somnului
Testul multiplu al latenței somnului (engleză: Multiple Sleep Latency Test, MSLT) măsoară tendința fiziologică a unei persoane de a adormi în timpul unei perioade de liniște în termeni de latență a somnului, cantitatea de timp necesară pentru cineva. O MSLT este efectuată în mod normal după o polisomnografie nocturnă pentru a asigura atât un nivel adecvat de durată de somn cât și pentru a exclude alte tulburări de somn.

### Testul menținerii stării de veghe
Testul menținerii stării de veghe (Maintenance of Wakefulness Test, MWT) măsoară capacitatea unei persoane de a sta treaz pentru o anumită perioadă de timp, în esență măsoară timpul cât se poate sta treaz în timpul zilei. Testul izolează o persoană de factorii care pot influența somnul, cum ar fi temperatura, lumina și zgomotul. În plus, pacientului, de asemenea, i se sugerează să nu ia hipnotice sau alcool sau să fumeze înainte sau în timpul testului. După ce se permite pacientului să se întindă în pat, timpul dintre momentul culcării și cel al adormirii este măsurat și utilizată pentru a determina somnolența în timpul zilei.

## Tratamente
Deși somnologia nu înseamnă neapărat medicina somnului, somnologiștii pot folosi mijloace comportamentale, mecanice sau farmacologice pentru a corecta o tulburare de somn.

### Tratamente comportamentale
Tratamente comportamentale tind să fie cele mai prescrise și cele mai cost-eficiente dintre toate tratamentele; aceste tratamente includ exercițiile fizice, terapia cognitiv comportamentală, terapia de relaxare, meditația și îmbunătățirea igienei somnului. Îmbunătățirea igienei somnului include realizarea de către pacient a unui somn regulat, descurajarea pacientului a avea scurte pauze de somn în timpul zilei, sau indicarea unei poziții diferite în somn.

### Tratamentele mecanice
Tratamentele mecanice sunt utilizate în principal pentru a reduce sau elimina sforăitul și pot fi invazive sau non-invazive. Procedurile chirurgicale pentru tratarea sforăitului includ tehnicile de rigidizare palatală, uvulopalatofaringoplastia și uvulectomia în timp ce procedurile non-invazive includ presiunea continuă pozitivă a căilor respiratorii, atele de avansare mandibulară și dispozitive de reținere a limbii.

### Tratamentele farmacologice
Tratamentele farmacologice sunt folosite pentru a trata chimic tulburările de somn cum ar fi insomnia sau somnolența excesivă în timpul zilei. Tipurile de medicamente folosite pentru a trata tulburările de somn includ: anticonvulsivante, antinarcoleptice, medicamente antiparkinsoniene, benzodiazepine, non-benzodiazepine hipnotice, opiacee, precum și hormonul melatonină și stimulatorii receptorilor melatoninei. Anticonvulsivantele, opiaceele, și medicamentele antiparkinsoniene sunt adesea folosite pentru a trata sindromul picioarelor neliniștite. În plus, melatonina, benzodiazepinele hipnotice, și non-benzodiazepinicele pot fi utilizate pentru a trata insomnia. În cele din urmă, anti-narcolepticele ajută la tratarea narcolepsiei și a somnolenței excesive în timpul zilei.
De un interes special sunt benzodiazepinele care reduc insomnia prin creșterea eficienței GABA. GABA scade excitabilitatea neuronilor prin creșterea pragului de excitabilitate. Benzodiazepinele provoacă o mai bună conexiune a receptorilor GABA de GABA, care permite medicamentației să inducă somnul.
În general, aceste tratamente sunt aplicate după ce tratamentul comportamental nu a reușit. Medicamentele, cum ar fi tranchilizantele, deși ele pot fi eficiente în tratarea insomniei, comportă un risc de abuz, care este motivul pentru care aceste tratamente nu sunt la prima instanță. Unele tulburări de somn, precum narcolepsia nu necesită tratament farmacologic.